# Monodelphis palliolata
Monodelphis palliolata là một loài động vật có vú trong họ Didelphidae, bộ Didelphimorphia. Loài này được Osgood mô tả năm 1914.